# Jan Bernd Bicker

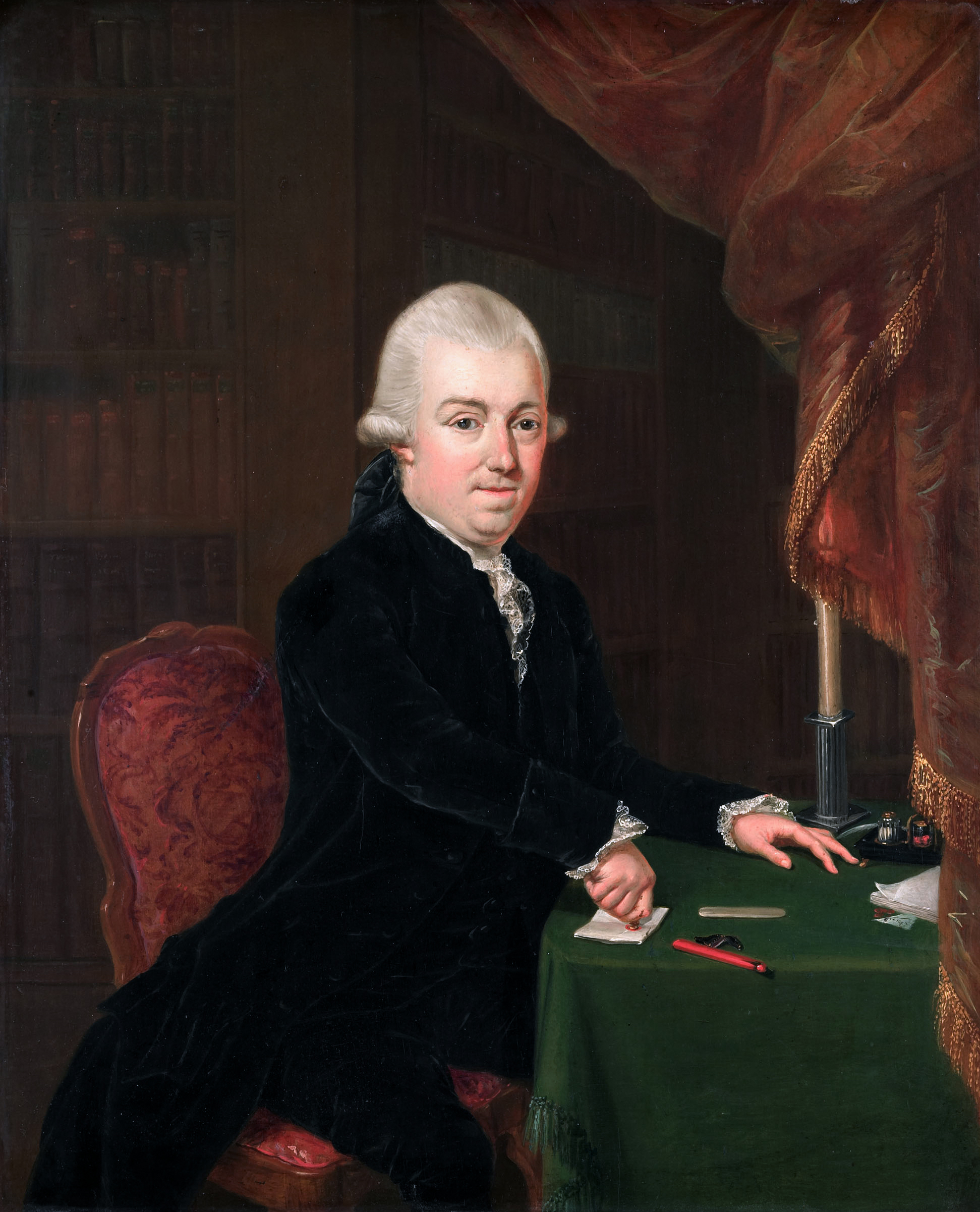
Jan Bernd Bicker in 1796

Jan Bernd Bicker (Amsterdam, 27 augustus 1746 – Wassenaar, 16 december 1812) was een Nederlands patriottisch politicus. Hij was schepen, bewindhebber van WIC, kapitein van de schutterij, kerkmeester van de Zuiderkerk. Hij woonde op de Herengracht 438 en 546 en had een buitenplaats, genaamd Velserhooft in Velsen. In oktober 1787 verloor hij al zijn functies en vluchtte hij samen met de bankier Balthasar Elias Abbema het land uit. Hij hield van zijn belevenissen een dagboek bij. In 1795 keerde hij terug en stelde zich ten tijde van de Bataafse Republiek opnieuw beschikbaar.

## Biografie
Jan Bernd Bicker was de zoon van Henrick Bicker (*1714), firmant van de bank Andries Pels & Zoonen, koopman en schepen van Amsterdam en Clara Magdalena Dedel (*1720). Hij stamde uit het geslacht Bicker, een oude Amsterdams patriciërsfamilie. In 1772 werd hij schepen van Amsterdam (tot 1787). 
In 1764 en 1766 studeerde hij filosofie en rechten in Utrecht. Hij was hij advocaat bij het Hof van Holland en de Hoge Raad te Amsterdam. In 1771 werd hij opgenomen in de firma van Andries Pels & Zoonen, die in 1774  werd geliquideerd. In datzelfde jaar werd hij bewindhebber van de Amsterdamse Kamer van de West-Indische Compagnie (WIC).  Van 1781 tot 1787 was hij lid van de vroedschap en van 1782 tot 1785 was hij directeur van de Sociëteit van Suriname, een selectief gezelschap dat de kolonie Suriname beheerde. In 1786 werd afgevaardigde bij de Staten-Generaal in Den Haag.
De puissant rijke Jan Bernd Bicker was, net als zijn voorouders, een fel tegenstander van het Huis van Oranje. Hij was een patriot, in de traditie van de staatsgezinde staatslieden van de Gouden Eeuw. Bicker was meer een Republikein en had daarom weinig tot niets gemeen met de democratische patriotten als Coert Lambertus van Beyma en Joan Derk van der Capellen tot den Pol, die naar een meer radicale hervorming van het staatsbestel streefden. Volgens Bicker en de "aristocratische patriotten" was de afschaffing van het stadhouderlijk gezag voldoende.
De Pruisische inval in 1787 herstelde de afnemende macht van stadhouder Willem V en beperkte die van de patriotten en de exercitiegenootschappen. Bicker vluchtte het land uit, maar onderweg kreeg de boeier in de Dordtse Kil een aanvaring met het Admiraliteitsjacht en hij vreesde voor zijn leven. Bicker verbleef aanvankelijk in Brussel en bewoonde met Joan Geelvinck een groot gehuurd pand, dat door Willem Anne Lestevenon verlaten was. In Sèvres bewoonde hij een buitenplaats en stapte in een appartementen- en winkelproject in de Rue St. Denis in Parijs. In Versailles woonden diverse vooraanstaande patriotten, waaronder Nicolaas van Staphorst, Cornelis van der Hoop, Johan Valckenaer en Bicker, de opening van de Staten-Generaal bij. Hij werd lid van het Comité Revolutionair Batave (Bataafs Revolutionair Comité). Vanwege ruzies tussen de democraten en de aristocraten over de te volgen politiek en uitkeringen werd hij niet vertrouwd. Tijdens het Schrikbewind verhuisde hij in 1793 naar Nantes en verkreeg het Frans staatsburgerschap. Toen hun vriend Abbema tot twee keer toe werd gearresteerd verhuisden Van der Hoop en Bicker met hun families in april 1794 naar Biel in Zwitserland. Op 6 mei 1795 was hij terug in Amsterdam.

## Bataafse Republiek

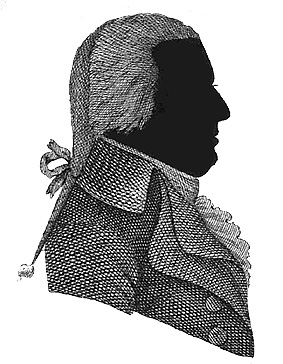
Jan B. Bicker

Na de Franse inval en de stichting van de Bataafse Republiek werd Bicker in juni 1795 lid van de municipaliteit (dat wil zeggen gemeenteraad) van Amsterdam. Enige maanden later werd hij in de Nationale Vergadering gekozen voor het district Polanen. Hij was een prominent lid van de fractie der Moderaten, de grootste politieke partij.  Bicker werd voorzitter van de Eerste Nationale Vergadering (17 april 1796 - 3 mei 1796; een roterende functie). Hij was een voorstander van de scheiding der machten en overleefde een motie van wantrouwen, toen in Amsterdam rellen waren uitgebroken en de schutterij werd ingezet. Hij verzette zich tegen het benoemen van een commissie, in plaats van een minister. Bicker was een tegenstander van slavernij en voor het opnemen van de Rechten van de Mens in de grondwet. Hij behoorde tot de oprichters van de kweekschool voor de zeevaart en de Maatschappij tot bevordering van de landbouw. Hij was opnieuw voorzitter van de Tweede Nationale Vergadering (1 mei 1797 - 15 mei 1797).
De staatsgreep van 22 januari 1798, uitgevoerd door radicale Unitariërs, brak de macht van de Moderaten en Federalisten. Tegenstanders van radicalen, waaronder Bicker, werden opgepakt en zonder beschuldiging gevangengehouden door Wybo Fijnje en zijn medestanders in het Uitvoerend Bewind. Bicker kwam niet in het Huis ten Bosch terecht, maar in Wijk bij Duurstede; hij is later overgebracht naar Leeuwarden en elf weken opgesloten in drie riante bovenkamers van de Princessehof. Na zijn vrijlating op 22 augustus 1798 was hij tot 1802 ambteloos burger. In 1800 werd hij directeur van de Hollandsche Maatschappij der Wetenschappen. Hij nam bijles van Martinus van Marum en organiseerde een lezing over Luigi Galvani.
In 1802, tijdens het Bataafs Gemenebest, was hij een half jaar lid van het Nationaal Syndicaat, en van 8 juni 1803 tot 29 april 1805 lid van het Staatsbewind. In die functie had hij een ontmoeting met Napoleon Bonaparte, toen nog consul, en minister Talleyrand. In 1806 werd het Bataafs Gemenebest vervangen door het Koninkrijk Holland met als koning, Lodewijk Napoleon Bonaparte, een broer van de Franse keizer Napoleon I. Tijdens het Koninkrijk Holland en de daaropvolgende inlijving van Nederland door Frankrijk (1811) speelde Bicker geen politieke rol meer.
Jan Bernd Bicker hield siervogels en kweekte ananassen bij zijn huis Oosterbeek in Wassenaar. Hij overleed op 66-jarige leeftijd op zijn buitenplaats.

## Familie

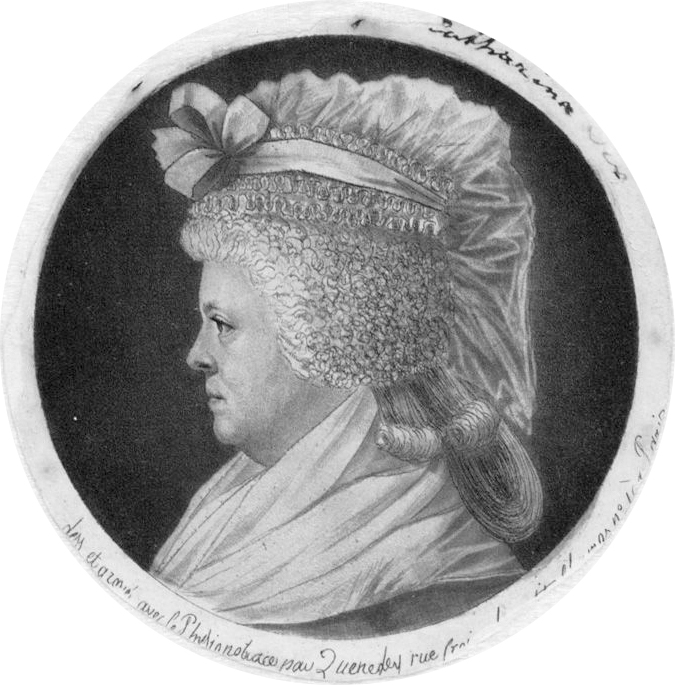
Catharina Six (Edmé Quenedey, 1790)

Jan Bernd Bicker trouwde op 23 mei 1769 Catharina Six, een telg uit het beroemde Amsterdamse regentenfamilie Six. Zijn zoon Henric Bicker (1777-1834), vrijwillig zijn vader vergezellend tijdens de gevangenschap, was lid van de Notabelenvergadering (1814) en werd op 16 mei 1815 in de Nederlandse adel verheven.

## Verwijzingen
1. ↑  "Jan Bernd Bicker: een patriot in ballingschap 1787-1795" : de autobiografische reisverslagen van een gevlucht Amsterdams regent en patriot van "progressieve" signatuur / [van comment. voorz. door] M.N. Bisselink, A. Doedens.
2. ↑  Dr.Mr. J.B. Bicker www.parlement.com
3. ↑  Rosendaal, J. (2003) Bataven! p. 182, 266.
4. ↑  Gou, L. de (1986) Biografische Bijdragen over achttiende eeuwers, p. 81-124.
5. ↑  Mr H. Bicker- www.parlement.com

- Biografisch Portaal: 02922730
- Gemeinsame Normdatei: 137426437
- International Standard Name Identifier: 0000 0000 5556 1367
- Library of Congress Control Number: n84058151
- Nederlandse Thesaurus van Auteursnamen: 069939551
- Parlement.com: vg9fgopvsfxk
- Système universitaire de documentation: 241509475
- Virtual International Authority File: 23537646
- WorldCat: E39PBJd8gdGk7GxfKpYjTXpdcP